# Застава Јемена
Застава Јемена усвојена је 22. маја 1990. године, истог дана када су се ујединили Северни и Јужни Јемен. Црвено, бело и црно поље представљају панарапске боје, као и на заставама Египта, Ирака и других држава. 
Према службеном саопштењу, црвена представља крвопролића над мученицима и јединство, бела светлу будућност, а црна мрачне прошлост.

## Заставе Јемена
- Застава Краљевства Јемен (1927–1962)
- Застава Јеменске Арапске Републике (1962–1990)
- Застава Народне Демократске Републике Јемен (1967–1990)